# Aspronema cochabambae
Aspronema cochabambae là một loài thằn lằn trong họ Scincidae. Loài này được Dunn mô tả khoa học đầu tiên năm 1935.